# Košarovci
Košarovci (mađarski: Kosárháza) je naselje u slovenskoj Općini Gornjim Petrovcima. Košarovci se nalazi u pokrajini Prekomurju i statističkoj regiji Pomurju. 

## Stanovništvo
Prema popisu stanovništva iz 2002. godine naselje je imalo 72 stanovnika.